# رود جیمز
 رود جیمز رودی است به خلیج چساپیک می‌ریزد. این رود از کشور ایالات متحده آمریکا می‌گذرد.